# Bayswater Beach
Bayswater Beach – plaża (beach) w kanadyjskiej prowincji Nowa Szkocja, w hrabstwie Lunenburg, na wschodnim brzegu półwyspu Aspotogan Peninsula (44°30′08″N, 64°03′59″W); nazwa urzędowo zatwierdzona 21 sierpnia 1974.